# Meszir
Mechir – drugi miesiąc pory peret i szósty miesiąc roku w kalendarzu egipskim. Jak każdy miesiąc w starożytnym Egipcie trwał 30 dni od 16 grudnia do 14 stycznia. Po mechirze następował phamenot.
| Abd · Z1 · Z1 | pr · r | t · ra |

| Abd · Z1 · Z1 | pr · r | t · ra |